# Holland Taylor
Holland Virginia Taylor (Filadelfia, Pensilvania; 14 de enero de 1943) es una actriz estadounidense. Es más conocida por sus papeles en televisión, como el de la jueza Roberta Kittleson en The Practice (1998–2003), por el que ganó un Emmy, y el de Evelyn Harper en Two and a Half Men (2003–2015). 
Taylor escribió y protagonizó la obra de teatro, Ann (Broadway, 2013), basada en la vida y obra de Ann Richards. Por dicho papel recibió una nominación al Premio Tony a la Mejor Actriz. Regresó al papel en el estreno de 2022 en el Pasadena Playhouse.
Entre sus trabajos cinematográficos se cuentan The Next Man (1976), Fame (1980), Romancing the Stone (1984), La joya del Nilo (1985), She's Having a Baby (1988), Alice (1990), Todo por un sueño (1995), How to Make an American Quilt (1995), George of the Jungle (1997), The Truman Show (1998), Legalmente Rubia (2001), Spy Kids 2: The Island of Lost Dreams (2002), Spy Kids 3-D: Game Over (2003), D.E.B.S. (2004), The Wedding Date (2005), Baby Mama (2008) y The Chosen One (2010).

## Biografía y educación
Taylor nació en Filadelfia, Pensilvania, en 1943, hija de Virginia (Davis), una pintora, y C. Tracy Taylor, un abogado. Es la más joven de tres hijas. Sus hermanas mayores son Patricia y Pamela. Taylor asistió a la Westtown School, una escuela cuáquera; luego se especializó en Drama en el Bennington College en 1964, antes de trasladarse a la ciudad de Nueva York para convertirse en actriz.

## Carrera
Taylor hizo su debut en Broadway en 1965 con The Devils, junto a Anne Bancroft, y en Butley, con Alan Bates.
A lo largo de los años sesenta, setenta y ochenta apareció en numerosas producciones de Broadway y Off Broadway, incluyendo papeles en The Cocktail Hour, de A. R. Gurney, y el fracaso teatral Moose Murders, donde sustituyó a la veterana actriz Eve Arden.
En 1983 Taylor tuvo uno de sus mejores momentos en el teatro, con la obra Breakfast with Les and Bess, que impulsó al crítico teatral John Simon a escribir: «La señorita Taylor es una de las actrices más atractivas, elegantes, graciosas y técnicamente logradas de nuestro teatro. Si usted la ve, posiblemente se convertirá —como yo— en un fanático de Taylor». Otros títulos destacados en los que ha trabajado son Murder Among Friends, Something Old, Something New, Butley, Los monólogos de la vagina y .
Después de 15 años de mucho trabajo y desilusiones, tanto en Nueva York como en California, fue contratada para interpretar a Ruth Dunbar en la sitcom Bosom Buddies (1980), junto a Tom Hanks. A partir de allí comenzaron a ofrecerle numerosos papeles en cine y televisión, incluyendo el largometraje Romancing the Stone (1984).
También tuvo papeles protagónicos en series como The Powers That Be (1992-1993), con John Forsythe y David Hyde Pierce, The Naked Truth (1995-1998), y como artista invitada en Ally McBeal, ER y Veronica's Closet.
Entre 1998 y 2003 interpretó el papel de la jueza Roberta Kittleson en la serie The Practice, por el que obtuvo un Premio Emmy a la Mejor actriz de reparto. Otro papel destacado es el de Evelyn Harper, la arrogante madre de los dos personajes principales, Charlie y Alan Harper, en la serie Two and a Half Men, desde 2003 y hasta 2014, y por la que ha obtenido varias nominaciones al Emmy. También, apareció como invitada en varios capítulos de la serie The L Word (2004-2009) como Peggy Peabody, la aristócrata de fuerte carácter.
Apareció en dos capítulos de la serie Monk, en el capítulo 7 de la temporada 4 y en el capítulo 12 de la temporada 5, como la madre de Natalie Teeger (Traylor Howard) y Peggy Davenport.
El 1 de mayo de 2020, Netflix en su programación original lanzó la miniserie Hollywood, en la cual Holland Taylor, protagoniza a Ellen Kincaid una ejecutiva del estudio de cine quien consigue lo que quiere y es conocida por tomar riesgos con actores jóvenes.

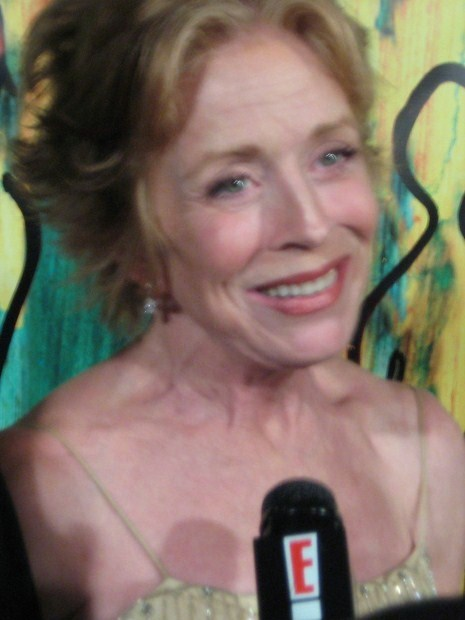
Holland Taylor en 2008.

## Vida privada
En diciembre de 2015 anunció públicamente su homosexualidad al igual que su relación con la actriz estadounidense Sarah Paulson, conocida por su rol en American Horror Story.
Taylor ha participado activamente en la ayuda para la lucha contra el SIDA en Los Ángeles, sirviendo en la Junta Honoraria y como participante permanente en su mayor recaudación anual de fondos, en el evento anual de "Best In Drag Show", entre otros esfuerzos de recaudación de fondos.

## Filmografía

### Cine
| Año  | Título                                         | Rol                             | Notas        |
| ---- | ---------------------------------------------- | ------------------------------- | ------------ |
| 1976 | The Next Man                                   | Entrevista                      |              |
| 1979 | 3 by Cheever: O Youth and Beauty!              | Beverly                         |              |
| 1980 | Fame                                           | Claudia Van Doren               | sin créditos |
| 1983 | Reuben, Reuben                                 |                                 | sin créditos |
| 1984 | Concealed Enemies                              | Mrs. Marbury                    |              |
| 1984 | Romancing the Stone                            | Gloria Horne                    |              |
| 1985 | Key Exchange                                   | Mrs. Fanshaw                    |              |
| 1985 | The Jewel of the Nile                          | Gloria Horne                    |              |
| 1987 | Tales from the Hollywood Hills: Natica Jackson | Ernestine King                  |              |
| 1988 | She's Having a Baby                            | Sarah Briggs                    |              |
| 1990 | Alice                                          | Helen                           |              |
| 1993 | Cop and a Half                                 | Captain Rubio                   |              |
| 1994 | The Favor                                      | Maggie Sand                     |              |
| 1995 | To Die For                                     | Carol Stone                     |              |
| 1995 | How to Make an American Quilt                  | Mrs. Rubens                     |              |
| 1995 | Last Summer in the Hamptons                    | Davis Mora Axelrod              |              |
| 1995 | Steal Big Steal Little                         | Mona Rowland-Downey             |              |
| 1996 | One Fine Day                                   | Rita                            |              |
| 1997 | George of the Jungle                           | Beatrice Stanhope               |              |
| 1997 | Just Write                                     | Emma Jeffreys                   |              |
| 1997 | Betty                                          | Crystal Ball                    |              |
| 1998 | The Unknown Cyclist                            | Celia                           | sin créditos |
| 1998 | The Truman Show                                | Agnes Truman/Alanis Montclair   |              |
| 1998 | Next Stop Wonderland                           | Piper Castleton                 |              |
| 1999 | The Sex Monster                                | Muriel                          |              |
| 2000 | Happy Accidents                                | Maggie Ann "Meg" Ford           |              |
| 2000 | Mail to the Chief                              | Katherine Horner                |              |
| 2000 | Keeping the Faith                              | Bonnie Rose                     |              |
| 2001 | Town & Country                                 | Mistress of Ceremonies          |              |
| 2001 | Legally Blonde                                 | Professor Elspeth Stromwell     |              |
| 2002 | Fits and Starts                                |                                 |              |
| 2002 | Cinderella II: Dreams Come True                | Prudence                        | Rol de voz   |
| 2002 | Home Room                                      | Dr. Hollander                   |              |
| 2002 | Spy Kids 2: The Island of Lost Dreams          | Grandma Helga Avellan           |              |
| 2003 | Spy Kids 3-D: Game Over                        | Grandma Helga Avellan           |              |
| 2003 | Intent                                         | Judge Cavallo                   |              |
| 2004 | D.E.B.S.                                       | Mrs. Petrie                     |              |
| 2005 | The Wedding Date                               | Bunny Ellis                     |              |
| 2007 | Cinderella III: A Twist in Time                | Prudence                        | Rol de voz   |
| 2008 | Baby Mama                                      | Rose Holbrook                   |              |
| 2010 | The Chosen One                                 | Ruth                            |              |
| 2017 | Kepler's Dream                                 | Violet von Stern                |              |
| 2018 | Gloria Bell                                    | Hillary Bell                    |              |
| 2019 | Bombshell                                      | Faye                            | sin créditos |
| 2020 | To All the Boys: P.S. I Still Love You         | Edith "Stormy" McClaren-Sheehan |              |
| 2020 | The Stand In                                   | Barbara Cox                     |              |
| 2020 | Bill & Ted Face the Music                      | The Great Leader                |              |
| 2023 | Quiz Lady                                      | Francine                        |              |

### Televisión
| Año           | Título                                            | Rol                                                         | Notas                                        |
| ------------- | ------------------------------------------------- | ----------------------------------------------------------- | -------------------------------------------- |
| 1969          | J.T.                                              | Mrs. Arnold                                                 |                                              |
| 1971          | Love Is a Many Splendored Thing                   | Trish Wanamaker                                             | varios episodios                             |
| 1973          | Somerset                                          | Sgt. Ruth Winter                                            | varios episodios                             |
| 1975          | Beacon Hill                                       | Marilyn Gardiner                                            | varios episodios                             |
| 1977          | Kojak                                             | Elizabeth                                                   | 1 episodio                                   |
| 1977–1980     | The Edge of Night                                 | Denise Norwood Cavanaugh, R.N.                              | varios episodios                             |
| 1980–1981     | Bosom Buddies                                     | Ruth Dunbar                                                 | 21 episodios                                 |
| 1981          | ABC Afterschool Special                           | Felicia Martin                                              | Episode: "My Mother Was Never a Kid"         |
| 1981–1983     | All My Children                                   | Jill Ollinger                                               | varios episodios                             |
| 1982          | The Royal Romance of Charles and Diana            | Frances Shand Kydd                                          | Telefilme                                    |
| 1982          | I Was a Mail Order Bride                          | Dottie Birmington                                           | Telefilme                                    |
| 1983          | The Love Boat                                     | Kathy Brighton                                              | 1 episodio                                   |
| 1984          | Kate & Allie                                      | Linda Cabot                                                 | 1 episodio                                   |
| 1985          | Me and Mom                                        | Zena Hunnicutt                                              | varios episodios                             |
| 1985          | Perry Mason Returns                               | Paula Gordon                                                | Telefilme                                    |
| 1987          | Harry                                             | Ina Duckett, R.N.                                           | 7 episodios                                  |
| 1987          | Perfect Strangers                                 | Olivia Crawford                                             | 1 episodio                                   |
| 1987–1989     | CBS Summer Playhouse                              | Fran Grogan                                                 | 2 episodios                                  |
| 1989          | Murder, She Wrote                                 | Winifred Thayer                                             | 1 episodio                                   |
| 1990          | Wiseguy                                           | Allison Royce                                               | 1 episodio                                   |
| 1990          | People Like Us                                    | Dolly                                                       | Telefilme                                    |
| 1990          | Big Deals                                         | Mrs. Bluett                                                 | Telefilme                                    |
| 1990–1991     | Going Places                                      | Dawn St. Clare                                              | 3 episodios                                  |
| 1991          | The Rape of Doctor Willis                         | Dr. Greenway                                                | Telefilme                                    |
| 1992–1993     | The Powers That Be                                | Margaret Powers                                             | 20 episodios                                 |
| 1993          | With Hostile Intent                               | Lois Baxter                                                 | Telefilme                                    |
| 1993–1994     | Saved by the Bell: The College Years              | Dean Susan McMann                                           | 7 episodios                                  |
| 1994          | Betrayal of Trust                                 | Mary Shelton                                                | Telefilme                                    |
| 1994          | In the Best of Families:Marriage, Pride & Madness | Florence Newsom                                             | Telefilme                                    |
| 1994          | The Counterfeit Contessa                          | Wallace Everett                                             | Telefilme                                    |
| 1994–1995     | Diagnosis: Murder                                 | Agent Gretchen McCord                                       | 2 episodios                                  |
| 1995          | A Walton Wedding                                  | Aunt Flo                                                    | Telefilme                                    |
| 1995          | Awake to Danger                                   | Dr. Joyce Lindley                                           | Telefilme                                    |
| 1995–1998     | The Naked Truth                                   | Camilla Dane                                                | 23 episodios                                 |
| 1996          | Something So Right                                | Abigail                                                     | 1 episodio                                   |
| 1998–2003     | The Practice                                      | Judge Roberta Kittleson                                     | 29 episodios                                 |
| 1998          | Veronica's Closet                                 | Millicent                                                   | 2 episodes                                   |
| 1998          | Buddy Faro                                        | Olivia Vandermeer                                           | 1 episodio                                   |
| 1999          | ER                                                | Phyllis Farr                                                | 1 episodio                                   |
| 1999          | The Lot                                           | Letitia DeVine                                              | varios episodios                             |
| 1999          | My Last Love                                      | Marnie Morton                                               | Telefilme                                    |
| 1999–2000     | Ally McBeal                                       | 2nd Woman in Face Bra Infomercial / Judge Roberta Kittleson | 2 episodios                                  |
| 2000          | Strong Medicine                                   | Lillian Pynchon                                             | 1 episodio                                   |
| 2000          | DAG                                               | Katherine Twigg                                             | 1 episodio                                   |
| 2000          | The Living Edens                                  | Narrator                                                    | 1 episode                                    |
| 2000          | The Spiral Staircase                              | Emma Warren                                                 | Telefilme                                    |
| 2000          | The Deadly Look of Love                           | Evelyn McGinnis                                             | Telefilme                                    |
| 2001          | Strange Frequency                                 | Marge Crowley                                               | Telefilme; parte: "Room Service"             |
| 2001          | The Fighting Fitzgeralds                          | Rose                                                        | 1 episodio                                   |
| 2001          | The Day Reagan Was Shot                           | Nancy Reagan                                                | Telefilme                                    |
| 2002          | Fillmore!                                         | Mrs. Cornwall (voice)                                       | 1 episodio                                   |
| 2003–2015     | Two and a Half Men                                | Evelyn Harper                                               | 101 episodios                                |
| 2004–2008     | The L Word                                        | Peggy Peabody                                               | 8 episodio                                   |
| 2005–2007     | Monk                                              | Peggy Davenport                                             | 2 episodio                                   |
| 2007          | American Dad!                                     | Mrs. Dawson (voice)                                         | episodio: "Big Trouble in Little Langley"    |
| 2012          | Electric City                                     | Ruth Orwell (voice)                                         | 20 episodios                                 |
| 2012          | McDonald's Thanksgiving Parade                    | Grand Marshal                                               | Especial de televisión                       |
| 2017–2019     | Mr. Mercedes                                      | Ida Silver                                                  | 29 episodio                                  |
| 2017          | The Orville                                       | Jeannie Mercer                                              | episodio: "Command Performance"              |
| 2017          | Speechless                                        | Andrea                                                      | episodio: "B-R-I-- BRITISH I-N-V-- INVASION" |
| 2017          | Good Behavior                                     | Alice                                                       | 2 episodios                                  |
| 2020          | Hollywood                                         | Ellen Kincaid                                               | Rol principal                                |
| 2021          | La directora                                      | Joan Hambling                                               | Rol principal                                |
| 2021-presente | The Morning Show                                  | Cybil Richards                                              | Rol secundario                               |
| 2023          | Billions                                          | Dra. Eleanor Mayer                                          | 3 episodios                                  |

### Teatro
Broadway
| Año     | Título                       | Rol              | Venue                             |
| ------- | ---------------------------- | ---------------- | --------------------------------- |
| 1965–66 | The Devils                   | Ensemble         | Broadway Theatre, Broadway        |
| 1972–73 | Butley                       | Anne Butley      | Morosco Theatre, Broadway         |
| 1975    | We Interrupt This Program... | Amanda Williams  | Ambassador Theatre, Broadway      |
| 1975–76 | Murder Among Friends         | Angela Forrester | Biltmore Theatre, Broadway        |
| 1977    | Something Old, Something New | Cynthia Morse    | Morosco Theatre, Broadway         |
| 1983    | Moose Murders                | Hedda Holloway   | Eugene O'Neill Theatre, Broadway  |
| 2013    | Ann                          | Ann Richards     | Vivian Beaumont Theatre, Broadway |
| 2016    | The Front Page               | Mrs. Grant       | John Golden Theatre, Broadway     |

Fuera de Broadway
| Año     | Título                                        | Rol             | Venue                                  |
| ------- | --------------------------------------------- | --------------- | -------------------------------------- |
| 1967    | The Poker Session                             | Irene           | Martinique Theatre, Off-Broadway       |
| 1968    | The David Show                                | Performer       | Players Theatre, New York City         |
| 1969    | Tonight in Living Color                       | Performer       | Actors Playhouse, New York City        |
| 1970    | Colette                                       | Performer       | Ellen Stewart Theatre, New York City   |
| 1974    | Fashion                                       | Kim Howard      | McAlpin Rooftop Theatre, New York City |
| 1976    | Children                                      | Barbara         | Manhattan Theatre Club, New York City  |
| 1979    | Drinks Before Dinner                          | Performer       |                                        |
| 1982–93 | Breakfast with Les and Bess                   | Bess            | Hudson Guild Theatre, New York City    |
| 1986    | The Perfect Party                             | Performer       | Playwrights Horizons                   |
| 1988–89 | The Cocktail Hour                             | Sister          | Promenade Theatre, New York City       |
| 1989    | Love Letters                                  | Melissa Gardner | Promenade Theatre, New York City       |
| 1999    | The Vagina Monologues                         | Performer       | West Side Theater                      |
| 2011    | Ann: An Affectionate Portrait of Ann Richards | Ann Richards    |                                        |
| 2015    | Ripcord                                       | Abby            |                                        |

## Premios y nominaciones
Premios Primetime Emmy
| Año  | Categoría                                       | Trabajo nominado   | Resultado |
| ---- | ----------------------------------------------- | ------------------ | --------- |
| 1999 | Mejor actriz de reparto - Serie dramática       | The Practice       | Ganadora  |
| 2000 | Mejor actriz de reparto - Serie dramática       | The Practice       | Nominada  |
| 2000 | Mejor actriz invitada - Serie de comedia        | The Lot            | Nominada  |
| 2005 | Mejor actriz de reparto - Serie de comedia      | Two and a Half Men | Nominada  |
| 2007 | Mejor actriz de reparto - Serie de comedia      | Two and a Half Men | Nominada  |
| 2008 | Mejor actriz de reparto - Serie de comedia      | Two and a Half Men | Nominada  |
| 2010 | Mejor actriz de reparto - Serie de comedia      | Two and a Half Men | Nominada  |
| 2020 | Mejor actriz de reparto - Miniserie o telefilme | Hollywood          | Nominada  |

Premios Tony
| Año  | Categoría                                    | Trabajo nominado | Resultado |
| ---- | -------------------------------------------- | ---------------- | --------- |
| 2013 | Mejor actriz principal en una obra de teatro |                  | Nominada  |